# Phare de Cayo Piedras del Sur
Le phare de Cayo Piedras del Sur (en espagnol : Faro de Cayo Piedras del Sur) est un phare actif situé sur Cayo Piedras del Sur (ceb), sur le littoral sud de la province de Matanzas, à Cuba.

## Histoire
Cayo Piedras del Sur est une double caye du littoral sud, à environ 9 km de Playa Girón à l'embouchure de la baie des Cochons. La première station de signalisation maritime date de 1863 et le phare actuel l'a remplacé. Accessible uniquement par bateau.
Cette caye aurait été privatisée par Fidel Castro qui en fit son lieu de villégiature

## Description
Ce phare  est une tour cylindrique en fibre de verre à claire-voie, avec une balise de 10 m de haut. La tour est peinte en blanc. Il émet, à une hauteur focale de 13 m, un éclat blanc par période de 10 secondes. Sa portée n'est pas connue.
Identifiant : ARLHS : CUB-024 ; CU-0982 - Amirauté : J5104 - NGA : 110-13524 .
|                  |
| .Baie des Cohons |

### Lien connexe
- Liste des phares de Cuba